# Jodis subtractata
Jodis subtractata är en fjärilsart som beskrevs av Walker 1863. Jodis subtractata ingår i släktet Jodis och familjen mätare. Inga underarter finns listade i Catalogue of Life.